# Kärkjärvi (sjö i Södra Karelen)
Kärkjärvi är en sjö i Finland. Den ligger i kommunen Villmanstrand i landskapet Södra Karelen, i den södra delen av landet, 210 km öster om huvudstaden Helsingfors. Kärkjärvi ligger 50,1 meter över havet. Arean är 1,56 kvadratkilometer och strandlinjen är 11,31 kilometer lång. Sjön  ingår i Juustila ås huvudavrinningsområde.   I omgivningarna runt Kärkjärvi växer i huvudsak barrskog.